# Правая Уфимка (остановочный пункт)
Пра́вая Уфи́мка (баш. Уң Ҡариҙел) — остановочный пункт Башкирского региона Куйбышевской железной дороги на историческом ходу Транссиба, в черте города Уфы. Пригородное движение. Грузовые и пассажирские операции не производятся.
Название дано по месту нахождению на правом берегу р. Уфа.
| Предыдущая: Спортивная | Правая Уфимка | Следующая: Шакша |